# Cataulacus latus
Cataulacus latus är en myrart som beskrevs av Auguste-Henri Forel 1891. Cataulacus latus ingår i släktet Cataulacus och familjen myror. Inga underarter finns listade.